# Massacre de Tykocin
Le massacre de Tykocin a lieu le 25 août 1941, lors de la Seconde guerre mondiale et de l'Holocauste. La population juive locale de Tykocin en Pologne est alors massacrée par un Einsatzkommando allemand.

## Arrière plan
La ville de Tykocin est conquise par l'Allemagne nazie lors de l'invasion soviétique et allemande de la Pologne conformément à leur accord secret connu sous le nom de pacte Molotov-Ribbentrop. Fin septembre 1939, la zone est transférée par les nazis à l'Union soviétique conformément au traité frontalier germano-soviétique. En juin 1941, la ville est prise par les Allemands lors de l'opération Barbarossa.
Les Allemands contournent d'abord la ville; les Polonais locaux affiliés au mouvement de la démocratie nationale, ouvertement antisémite qui avaient organisé des boycotts de Juifs avant la guerre se sont livrés au pillage systématique des maisons juives de la ville,.
Selon le témoignage du survivant Menachem Turek, les Allemands installent Jan Fibich, un Allemand des lieux, comme maire. Fibich, aidé par Edmund Wiśniewski, a préparé une liste de prétendus communistes juifs, qui comprenait presque tous les jeunes juifs.

## Massacre

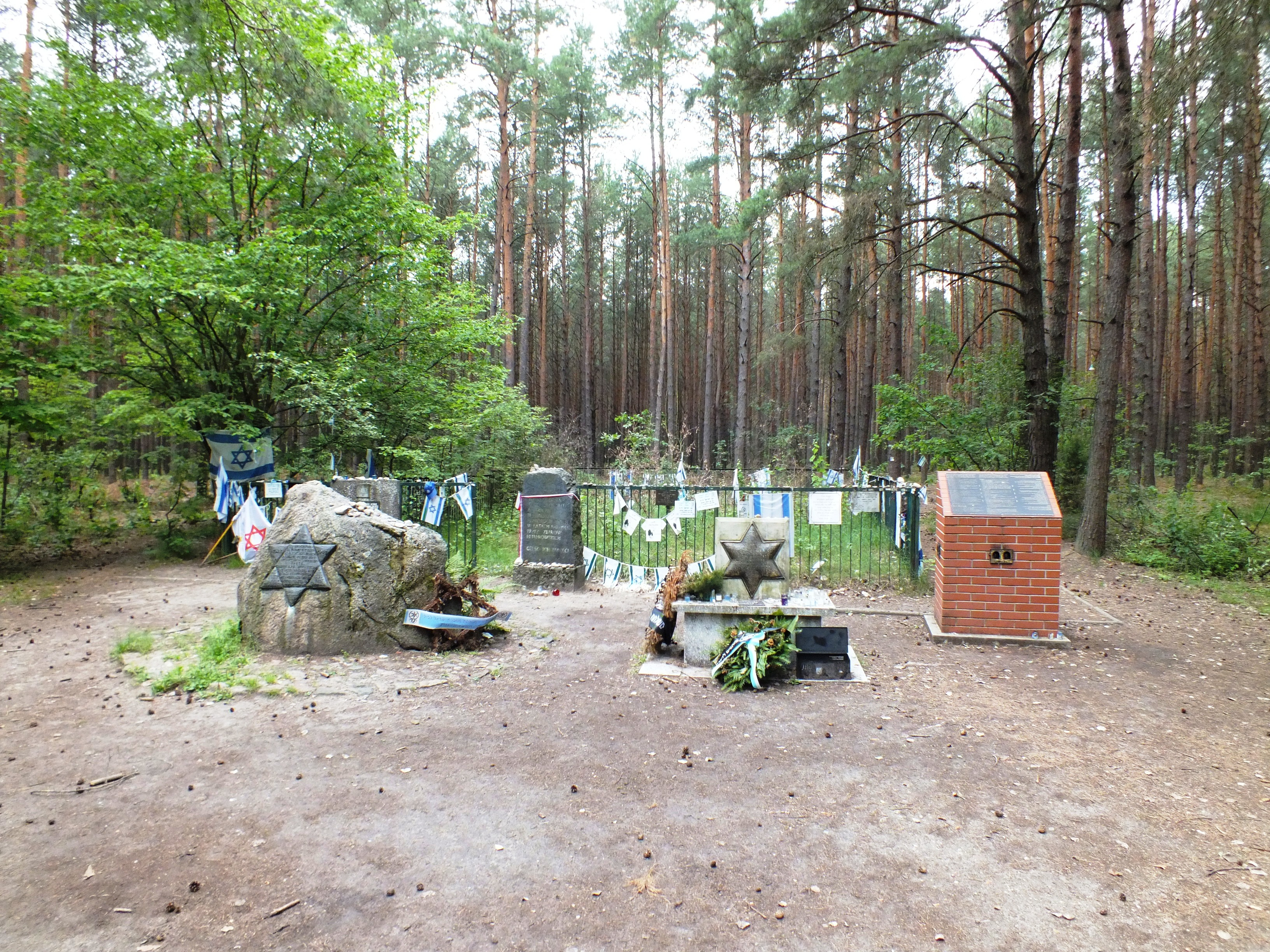
Charnier des Juifs de Tykocin - lieu du massacre dans la forêt près de Łopuchowo. Lieu du charnier et monuments commémorant le massacre.

Le matin du 24 août, les Allemands ont annoncé que les Juifs devaient se présenter le lendemain, sur la place de la ville. À l'époque, il y avait environ 1 400 Juifs à Tykocin. Le 25 août, les Juifs sont rassemblés sur la place par les Allemands avec l'aide de la police polonaise. Afin d'apaiser la foule, les Allemands ont dit aux Juifs qu'ils allaient être transportés au ghetto de Białystok. Les hommes ont été conduits à un village voisin et de là dans des camions jusqu'aux fosses de la forêt de Łopuchowo, et assassinés. Les femmes et les infirmes ont été conduits par camion aux fosses et assassinés. Les personnes âgées, infirmes et autres qui ne se sont pas présentées le 25 août, quelque 700 au total, ont été conduites aux fosses le 26 août et fusillées,.
Dans une enquête ouest-allemande, un témoin juif a identifié le SS-Obersturmführer Hermann Schaper, qui commandait le SS Einsatzkommando, comme l'homme dirigeant les tirs.
Quelque 150 Juifs ont réussi à échapper au massacre, mais la plupart ont été remis aux Allemands. Certains ont atteint le ghetto de Białystok et y ont partagé le sort des Juifs.

## Commémoration
Sur le site du massacre dans la forêt, il y a quatre monuments. Le premier, un monument polonais de l'ère communiste, ne contient aucune référence aux Juifs. Les deuxième et troisième ont été érigés par des Juifs américains. Le quatrième, érigé grâce aux efforts d'Abraham Kapice, a la forme de l'étoile de David et est inscrit en hébreu afin que les écoliers israéliens puissent le lire.